# Sylvie Nordheim
Sylvie Nordheim est une actrice, autrice française. Elle se fait connaître du grand public grâce à la série télévisée « Voisin, voisine » un téléromanfrançais en 385 épisodes de 58 minutes, créé par Michel Cazaubiel et Sylvine Bailly, réalisé, entre autres, par Jean-Paul Dekiss et David Delrieux et diffusé du 19 septembre 1988 au 12 avril 1992 sur La Cinq.

## Biographie
Née en 1958 à Paris, Sylvie Nordheim a grandi au Vésinet. Après avoir été formée au cours d’art dramatique Jean Périmony, elle entame, à partir de 1978, une carrière d'actrice au cinéma et à la télévision. Son portrait est sur les affiches de la comédie Aldo et Junior. Elle joue notamment aux côtés de Francis Huster ou de Jean-Claude Brialy. Elle se fait connaître du grand public grâce à son rôle récurrent dans la série télévisée Voisin, voisine. Elle joue également au théâtre, écrit des pièces de théâtre et des sketches, notamment pour Chantal Ladesou.
Dans les années 2000, Sylvie Nordheim enseigne le français et le latin en collège et au lycée. Elle publie parallèlement plusieurs romans aux éditions Lucien Souny ainsi que des biographies et un essai aux éditions du Cherche-Midi.
Depuis 2009, elle anime des ateliers de théâtre à la maison d'arrêt de Fleury-Mérogis, et au Centre pénitentiaire de Fresnes en partenariat avec le Théâtre de l'Odéon tout en poursuivant sa carrière d’auteur,.

## Filmographie

### Cinéma
- 1980 : La Découverte, court métrage d'Arthur Joffé
- 1982 : Casting d'Arthur Joffé
- 1984 : Aldo et Junior de Patrick Schulmann, scénario de Georges Wolinski
- 1985 : Parking de Jacques Demy
- 2010 : Cinématon #2271 de Gérard Courant
- 2013 : Lire #79 de Gérard Courant
- 2014 : Octobre 2014 à Paris, Carnets filmés de Gérard Courant

### Télévision
- 1985 : Les Enquêtes du commissaire Maigret (épisode Maigret au « Picratt's »)
- 1988-1992 : Voisin, voisine, série télévisée

### Documentaire
- 2020 : Le Grand Jour, de la prison à l'Odéon[6], de Guy Beauché et Émilie Garcia[7],[8],[9],[10]

## Théâtre
- 1984-1985 : Les mangeuses d’hommes de Daniel Colas, mise en scène Daniel Colas, Café d’Edgar (Paris)
- 1986-1987 : Le Nègre de Didier van Cauwelaert, avec Jean-Claude Brialy, mise en scène Pierre Boutron, Théâtre des Bouffes-Parisiens (Paris)
- 1988-1989 : Mélodie de Varsovie de Leonid Zorine, avec Vincent Solignac, mise en scène Virgil Tănase, Théâtre du Lucernaire (Paris) et Festival d'Avignon
- 1989 : Catastrophe de Samuel Beckett, avec Gérard Desarthe et Vincent Solignac, mise en scène Virgil Tănase, tournée en Roumanie
- 1989-1990 : Le Cadavre vivant de Léon Tolstoï, mise en scène Virgil Tănase, Théâtre du Lucernaire (Paris)
- 1991 : Somnolente mésaventure de Théodore Mazilu, mise en scène Virgil Tănase, Théâtre du Lucernaire (Paris)
- 1992 : L’Amérique, l’Amérique, monologues d’Eugene O'Neill et de Tennessee Williams, mise en scène Virgil Tănase, Théâtre du Lucernaire (Paris) et Festival d’Avignon

## Publications

### Romans
- 2007 : Moissons amères, éditions Lucien Souny  (ISBN 978-2-286-03316-3), version poche en 2013
- 2008 : Promesse perdue, éditions Lucien Souny  (ISBN 978-2-84886-187-6)
- 2009 : La Vie en douce, éditions Lucien Souny  (ISBN 978-2-84886-269-9) et éditions Le Grand livre du mois  (ISBN 978-2-286-05573-8)
- 2014 : La Villa du Lac, éditions Lucien Souny  (ISBN 978-2-84886-458-7)

### Théâtre
- 2014 : Le Vestiaire[11],[12] de Fleury-en-scène, Odéon-Théâtre de l’Europe (Paris)
- 2015 : All in hall de Fleury-en-scène, Odéon-Théâtre de l’Europe (Paris)[13],[14],[15]
- 2016 : (Hu)manpower[2] de Fresnes-en-scène, Odéon-Théâtre de l’Europe (Paris)
- 2017 : Quel chantier ! de Fresnes-en-scène, Odéon-Théâtre de l’Europe (Paris)[16]
- 2018 : Melting potes, mise en scène Jimmy Lévy, au Théâtre des Feux de la Rampe (Paris)
- 2018 : Cas(b)a Peperoni de Fresnes-en-scène, Odéon-Théâtre de l'Europe (Paris)[17]
- 2019 : Coiffure Messieurs de Fresnes-en-scène, Odéon-Théâtre de l'Europe (Paris)[18]

### Biographies et essai
- 2012 : Bernard Marionnaud, Un homme au parfum, Paris, Le Cherche midi, 333 p. (ISBN 978-2-7491-2766-8).
- 2012 : Alain Robert, Haute tension, Paris, Le Cherche midi, 2014, 219 p. (ISBN 978-2-7491-1793-5).
- 2015 : Femmes fontaines, mythes, controverses et réalités, Le Cherche midi (ASIN B015JNYXVO).